# تاراشچا
شهر تاراشچا (به روسی: Тараща) در استان کیف در کشور اوکراین واقع شده‌است. جمعیت این شهر ۱۳٬۴۵۲ نفر است.